# Hazardous
Hazardous è il quarto album in studio della cantante australiana Vanessa Amorosi, pubblicato nel 2009.

## Tracce
1. This Is Who I Am – 3:25
2. Mr. Mysterious (featuring Seany B) – 4:00
3. Holiday – 3:17
4. Hazardous – 3:26
5. Off on My Kiss – 3:31
6. Show Me How to Love – 4:04
7. Aliens & U.F.O.s – 3:15
8. Summer Nights – 2:53
9. Touch Me – 3:05
10. Baby's on Ice – 3:32
11. Sleep with That – 3:26
12. Higher Ground – 3:50
13. Blow Me Away – 3:32
14. Snitch (featuring Vince Colosimo) – 3:27